# Psychoterapia online
Psychoterapia online (inaczej e-terapia lub cyberterapia) – interakcja online z terapeutą podczas gdy klient i terapeuta są w oddzielnych miejscach i używają mediów elektronicznych do kontaktu ze sobą. Taka komunikacja może mieć charakter synchroniczny (pacjent i terapeuta wymieniają wiadomości w tym samym czasie, np. podczas spotkania na czacie, wideokonferencji czy rozmowy) lub asynchroniczny (odpowiedź nadchodzi po pewnym czasie, jak np. w korespondencji e-mail, na forum internetowym). Korespondencja elektroniczna jest najczęściej używana do świadczenia tego rodzaju usług.

## Zalety i wady psychoterapii online
Wśród zalet wymienia się fakty, że ta forma pomocy jest tańsza od tradycyjnego kontaktu twarzą w twarz, a także umożliwia ona dostęp do terapeuty osobom z mniejszych miejscowości lub mającym trudności z opuszczaniem domu. Podnosi się także argument, że kontakt online może być jedynym sposobem na konsultację ze specjalistą od jakiejś rzadkiej jednostki chorobowej. Do tego, osoba potrzebująca pomocy może się kontaktować ze specjalistą o wybranych przez siebie porach.
Z drugiej zaś strony, długoterminowa skuteczność e-terapii nie jest znana (jest to dziedzina zbyt młoda, by powstały badania na ten temat). Istnieją także wątpliwości natury etycznej, jako że trudniej jest online weryfikować kwalifikacje terapeutów. Dodatkowo, stawianie wiarygodnej diagnozy przy kontakcie online jest praktycznie niemożliwe, jako że w formie mailowej jest to kontakt ograniczony tylko do słowa pisanego. Podnosi się również kwestię możliwości wystąpienia nieporozumień na tle kulturowym, gdyż sytuacja kontaktu online zwiększa prawdopodobieństwo tego, że specjalista i klient będą pochodzili z różnych kręgów kulturowych.
Korzystanie z psychoterapii online wymaga od klienta umiejętności opisywania i werbalizacji własnych trudności.
Odrębną kwestią jest bezpieczeństwo takiej relacji. Dotyczy ono zarówno problematyki kodowania przesyłanych danych jak i możliwości uzyskania do nich dostępu przez osoby niepowołane (zaleca się przechowywanie maili na komputerze, który nie jest podłączony do sieci). Istnieje również możliwość, że ktoś będzie się podszywał pod psychoterapeutę lub pod samego pacjenta w kontakcie zapośredniczonym elektronicznie.

## Podejście psychologów do psychoterapii online
Według danych z 2003 roku dotyczących 1040 psychologów w Norwegii, ich nastawienie do użycia mediów elektronicznych w komunikacji w obrębie relacji terapeutycznej było w większości neutralne, a tylko u 3% negatywne. 45% z nich używało e-maila w komunikacji z pacjentem (choć w tym część albo tylko otrzymywała, albo tylko wysyłała e-maile), a 42% zdarzyło się kontaktować z pacjentem SMSowo (choć nie wszystkie z nich dotyczyły spraw klinicznych i znów część terapeutów albo tylko wysyłała lub tylko otrzymywała wiadomości). Należy jednocześnie podkreślić, że do prowadzenia psychoterapii przez internet uprawnieni są wyłącznie psychoterapeuci. Psycholodzy nie posiadają do tego rodzaju działalności niezbędnych kwalifikacji. 

## Ewolucja podejścia do psychoterapii online
Dla upowszechnienia psychoterapii online kluczowy stał się rok 2020. Pandemia COVID-19 i powiązany z nią ogólnoświatowy lockdown, spowodowały, że coraz większa liczba osób zaczęła odczuwać problemy ze swoim dobrostanem psychicznym. Brak możliwości odbywania wizyt stacjonarnych tak u psychologów, jak i psychoterapeutów, doprowadził do zastąpienia ich terapią w formie zdalnej. Szereg badań dowodzi zaś, że skuteczność psychoterapii online jest taka sama jak terapii w klasycznym wydaniu. 

## Certyfikat Doradcy Online
Celem łatwiejszej weryfikacji kwalifikacji e- terapeuty Polskie Towarzystwo Terapeutyczne zdecydowało się wydawać Certyfikaty PTT Doradcy Online na okres 5 lat, osobom, które wykazały się co najmniej 2-letnią praktyką w tej formie poradnictwa z zakresu reprezentowanej przez siebie wiedzy (z założenia oferta jest kierowana głównie do psychologów, psychoterapeutów i lekarzy). W toku postępowania kwalifikacyjnego należy się wykazać uczestnictwem w szkoleniach poświęconych problematyce poradnictwa online, konferencjach naukowych o podanej przez PTT tematyce, odbyciem odpowiedniej ilości superwizji i prowadzeniem szkoleń/ pogadanek z zakresu zdrowia psychicznego lub poradnictwa w różnych sferach życia.
Znamienne, że organ wydający uznaje, że certyfikat dotyczy poradnictwa, a nie psychoterapii.